# Kółko Rolniczo-Włościańskie w Wielkim Księstwie Poznańskim
Kółko Rolniczo-Włościańskie w Wielkim Księstwie Poznańskim – organizacja ziemiańsko-chłopska powstała po uwłaszczeniu chłopów w zaborze pruskim, mająca na celu udzielenie wsparcia polskiej ludności rolniczej działającej w warunkach gospodarki rynkowej. Organizacja miała charakter towarzystwa rolniczego, działająca w oparciu o statut i regulacje prawne państwa zaborczego.
Pierwsze kółka rolniczo włościańskie zaczęły powstawać w 1851 roku. 

## Zadania kółek rolniczo-włościańskich
Zadania kółek rolniczych rozpatrywać należy w kontekście sytuacji społeczno-politycznej w jakiej znaleźli się polscy rolnicy, w Księstwie Poznańskim. Początki ruchu chłopskiego  w warunkach polskich zaczęły się w XIX wieku i wiążą się z uwolnieniem chłopów od pańszczyzny (1808), uzyskaniem przez nich  swobód obywatelskich oraz towarzyszącym im przemianom agrarnym wraz z kształtowaniem gospodarki towarowej w rolnictwie. Powstający ruch chłopski był inspirowany bogatym ruchem organizacyjnym rolników na Zachodzie Europy, w której wcześnie uwolniono się z więzów feudalnych  i zaczęto kształtować stosunki kapitalistyczne w rolnictwie. 
Mówiąc o początkach ruchu chłopskiego w postaci kółek rolniczych warto zwrócić uwagę na złożoność tego zjawiska i uwarunkowania geopolityczne. Ruch kółkowy rozpoczął swoją działalność w warunkach państwa będącego pod zaborami, których władze nie sprzyjały poczynaniom rolników. Obawiano się zmowy czy wręcz spisków chłopów, powstawaniu więzi między nimi, a podjęte działania oświatowo-edukacyjne miały wpływać na ich świadomość i na wzrost pozycji zawodowej.  W wyniku przemian agrarnych powstały z jednej strony junkierskie gospodarstwa wielkoobszarowe wspierane przez państwo pruskie, z drugiej zaś strony drobne gospodarstwa chłopskie, obciążone daninami za uwłaszczenie i pozbawione umiejętności samodzielnego gospodarowania. Wychodząc zapotrzebowaniu chłopów na prostą i realną pomoc zaczęto tworzyć towarzystwa rolnicze zwane kółkami – "rolniczo-włościańskimi".   
Zadaniem kółek rolniczo-włośiańskich było zapoznawanie członków ze wszystkimi działami gospodarstwa wiejskiego. Zgodnie z statutem zadania dotyczyły następujących obszarów działania:
- podwórza – jego urządzenia, utrzymania porządku i usuwania nieczystości,
- ziemi – jej uprawy, sposobu i terminu wykonywania prac polowych, następstwa roślin po sobie,
- inwentarza rodzaju trzymanych zwierząt, ich żywienia latem i zimą, sposobu chowu,
- gospodarstwo domowe – urządzenie domu, wyrabianie żywności i trzymanie drobnego inwentarza,
- działy gospodarcze – pszczelnictwo, sadownictwo, ogrodnictwo,
- narzędzia rolnicze - przeprowadzanie orek, stosowanie pługów, kieratów,
- sprawy ekonomiczne – wprowadzanie oszczędności, sposoby pozyskiwania kredytów,
- pokazy i zwiedzanie dobrze urządzonych większych gospodarstw rolnych.

## Funkcjonowanie kółek rolniczo-włościańskich  pod zaborem pruskim
Uwłaszczenie chłopów w zaborze pruskim doprowadziło do sytuacji, że część ziemi przypadła Polakom. Zjawisko powyższe nie spodobało się władzom pruskim i dlatego podjęła działania zmierzające do zmiany tej niekorzystnej sytuacji poprzez politykę wynarodowienia Polaków i zasiedlenie odzyskanych terenów ludnością niemiecką. Polski sprzeciw wobec germanizacji przybierał różne formy, w tym dążono do umocnienia gospodarczego i ekonomicznego polskich gospodarstw poprzez między innymi działalność towarzystw rolniczych.  
Władze pruskie wprowadziły ścisły nadzór nad procesem powstawania polskich organizacji rolniczych. Warunkiem funkcjonowania kółek rolniczych było podporządkowanie się przepisom władz zaborczych, które wymagały, aby:
- po założeniu kółka rolniczego należało niezwłocznie zawiadomić władze policyjne, załączają jednocześnie ustawę, imienną listę członków z wyszczególnieniem członków zarządu,
- o pierwszym zebraniu kołka rolniczego należało zawiadomić policję przynajmniej 24 godz. przed zebraniem, załączając jednocześnie pismo o celu zebrania, dniu, godzinie i miejscu,
- należało zawiadomić policję o przyjęciu nowych członków lub o ich wystąpieniu,
- nie obowiązywało odrębne zawiadomienie policji o kolejnym zebraniu, jeśli ustalone zostały stałe terminy zebrania,
- za niedopełnienie przepisów groziła kara w wysokości 15 marek za każdego członka zarządu.

## Wydziały kółek rolniczo-włościańskie
Przy patronacie kółek rolniczych zorganizowano wydziały, w tym:
- wydział hipoteki,
- wydział melioracji polnych i łąkowych,
- wydział wystaw i wycieczek,
- wydział chowu inwentarza,
- wydział doświadczeń polowych,
- wydział kursów rolniczych.

## Liczba kółek rolniczo-włościańskich
Liczba kółek rolniczo-włościańskich przedstawiała się następująco:
| Rok  | Liczba kółek rolniczych | Liczba członków |
| 1877 | 74                      | 400             |
| 1879 | 120                     | –               |
| 1880 | 128                     | –               |
| 1884 | 141                     | –               |
| 1910 | 351                     | 15880           |
| 1912 | 379                     | 14329           |